# Sumberbanjar
Sumberbanjar is een bestuurslaag in het regentschap Lamongan van de provincie Oost-Java, Indonesië. Sumberbanjar telt 2936 inwoners (volkstelling 2010).